# Захид, Гаяс
Гаяс Захид (норв. Ghayas Zahid; род. 8 сентября 1994, Осло) — норвежский футболист, полузащитник клуба «Партизан». Выступал за сборной Норвегии.

## Клубная карьера
Родился 18 ноября 1994 года в Осло, в семье выходцев из Пакистана. Воспитанник клуба «Клеметсруд». В 2009 году перешёл в молодёжную команду «Волеренги». За основной состав команды дебютировал 10 августа 2012 года в матче чемпионата Норвегии против «Одд», в котором вышел на замену на 77-й минуте вместо Чада Барретта. В 2013 году выступал в аренде за клуб второго дивизиона «Улл/Киса», за который сыграл 10 матчей. 31 августа 2017 года игрок подписал контракт с кипрским клубом АПОЭЛ.

## Карьера в сборной
За основную сборную Норвегии дебютировал 6 июня 2018 года в товарищеском матче со сборной Панамы, в котором вышел на замену на 89-й минуте вместо Ивера Фоссума.

## Статистика

### Матчи Захида за сборную Норвегии
| Матчи Захида за сборную Норвегии | Матчи Захида за сборную Норвегии | Матчи Захида за сборную Норвегии | Матчи Захида за сборную Норвегии | Матчи Захида за сборную Норвегии | Матчи Захида за сборную Норвегии |
| -------------------------------- | -------------------------------- | -------------------------------- | -------------------------------- | -------------------------------- | -------------------------------- |
| №                                | Дата                             | Соперник                         | Счёт                             | Голы Захида                      | Соревнование                     |
| 1                                | 6 июня 2018                      | Панама                           | 1:0                              | —                                | Товарищеский матч                |
| 2                                | 18 ноября 2020                   | Австрия                          | 1:1                              | 1                                | Лига наций УЕФА 2020/2021        |

Итого: 2 матча / 1 гол; 1 победа, 1 ничья, 0 поражений.

## Достижения
АПОЭЛ
- Чемпион Кипра (2): 2017/18, 2018/19